# LCR
LCR (ang. Least Cost Routing) to usługa central telefonicznych typu PBX polegająca na tym, że centrala potrafi automatycznie skierować ruch wychodzący do sieci wybranego operatora, bramki GSM lub bramki VoIP tak, aby koszt połączenia był najniższy. Użytkownik nie musi wybierać żadnych prefiksów, odbywa się to bez jego wiedzy.
Przykładowo jeśli centrala podłączona jest do sieci 2 operatorów, z których jeden oferuje niższe stawki połączeń lokalnych a inny międzystrefowych to centrala potrafi na podstawie wybieranego numeru rozpoznać typ połączenia i wybrać tańszego operatora. Może to być również ten sam operator, u którego wykupiliśmy na dwóch liniach telefonicznych różne taryfy; w tym przypadku wybierana jest niższa taryfa.